# Honoré d’Estienne d’Orves

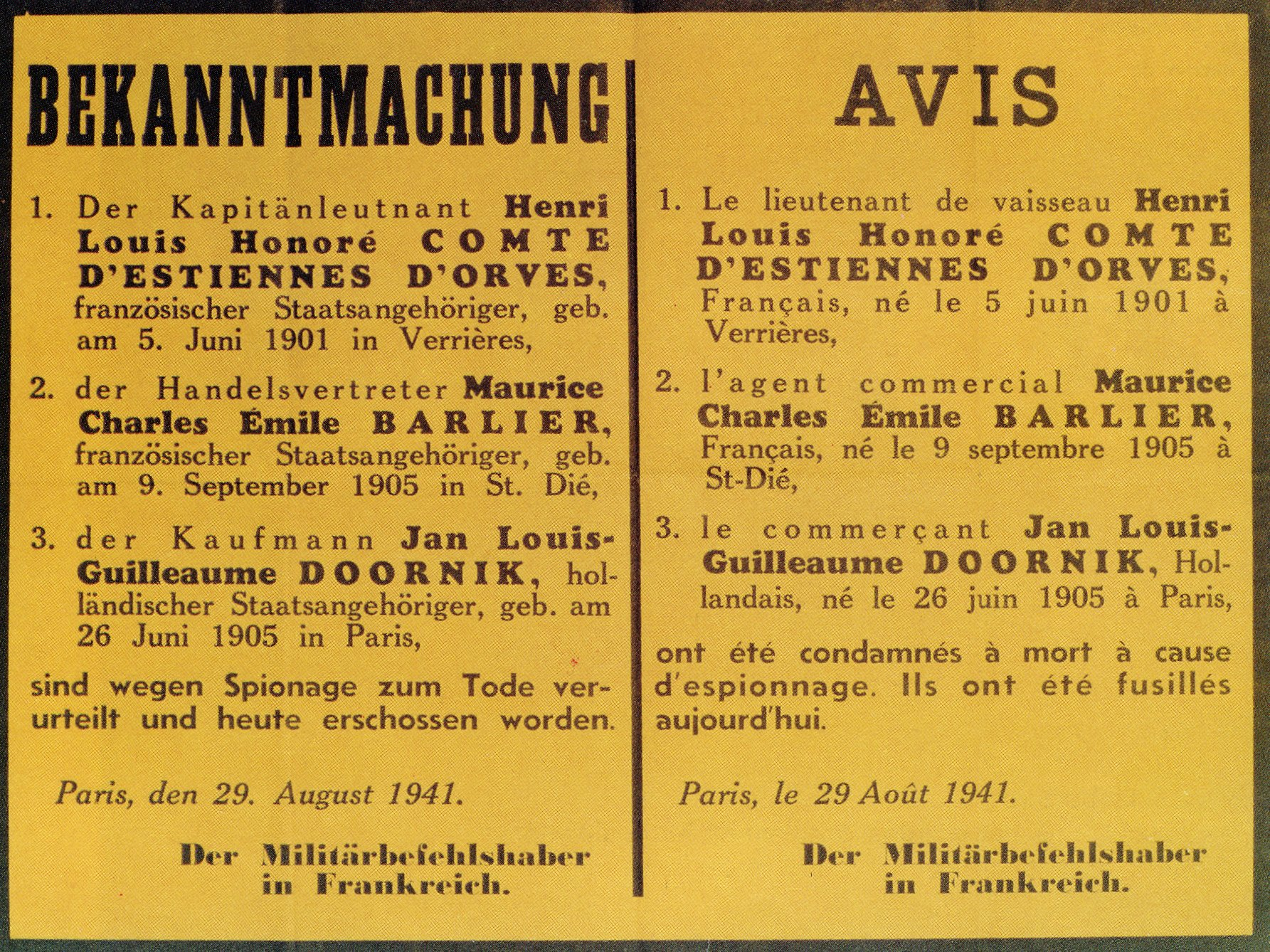
Obwieszczenie wykonania wyroku śmierci przez rozstrzelanie wywieszone na ulicach Paryża przez niemieckie władze okupacyjne

Honoré d’Estienne d’Orves (ur. 5 czerwca 1901 w Verrières-le-Buisson, zm. 29 sierpnia 1941 na Mont Valérien) – francuski oficer marynarki. Podczas II wojny światowej związany z ruchem Wolnej Francji, zaangażowany w budowę siatki wywiadowczej na terenie okupowanej Francji, aresztowany przez Niemców i rozstrzelany.

## Życiorys

### Wczesne lata
Pochodził z rodziny szlacheckiej – ze strony ojca z rodu d’Estienne o korzeniach prowansalskich, ze strony matki – z rodu Vilmorin. W 1923 roku ukończył naukę na École polytechnique, po czym podjął studia oficerskie w uczelni marynarki wojennej École navale. Ostatni rok nauki odbył na okręcie szkolnym „Jeanne d’Arc”.
Jako młodszy oficer, w stopniu enseigne de vaisseau de 1re classe, służył na pokładzie krążownika „Provence” (1925), na Morzu Śródziemnym, a następnie na krążowniku „Jules Michelet”, na Dalekim Wschodzie. W 1928 roku odbył kurs w szkole broni torpedowej w Tulonie, po czym rozpoczął służbę na krążowniku „Condorcet”, a później, do 1931 roku, „Suffren”, uzyskując stopień  lieutenant de vaisseau.
W latach 1931–1933 jako instruktor służył na nowym krążowniku szkolnym „Jeanne d’Arc”. Następnie, do 1936 roku pracował w ministerstwie marynarki wojennej (ministère de la Marine) w Paryżu. 11 stycznia 1935 roku mianowany został kawalerem Legii Honorowej. Jako adiutant wiceadmirała Georgesa Roberta uczestniczył w konferencji w Londynie, która zakończyła się podpisaniem drugiego londyńskiego traktatu morskiego (1936).
W latach 1937–1939 służył na pokładzie niszczyciela „Bison”. Po kolizji 29 kwietnia 1939 roku z krążownikiem „Georges Leygues”, która wyłączyła okręt ze służby, został przeniesiony do załogi niszczyciela „Jaguar”, a wkrótce – „Cyclone”.

### II wojna światowa
Po wybuchu II wojny światowej służył na pokładzie krążownika „Duquesne”, który wszedł w skład eskadry Force X, skierowanej w 1940 roku przez admirała René-Émile’a Godfroya do Aleksandrii (Egipt), w celu wsparcia floty brytyjskiej na Morzu Lewantyńskim. Tam też znajdował się on w momencie podpisania przez rząd francuski rozejmu w Compiègne (22 czerwca). Okręty francuskie stacjonujące w Aleksandrii wkrótce zostały rozbrojone przez Brytyjczyków w ramach operacji Catapult.
Wbrew poleceniom dowództwa d’Estienne d’Orves planował kontynuować walkę. Wraz z niewielką grupą współpracowników usiłował przedostać się do Somali Francuskiego, gdzie generał Paul Legentilhomme prowadził starania mające skłonić władze kolonii do przystąpienia do ruchu Wolnej Francji. W Adenie, dowiedziawszy się o niepowodzeniu Legentilhomme’a, postanowił przedostać się do Londynu. Dotarł tam we wrześniu 1940 roku na pokładzie statku „Arundel Castle”.
W Londynie przydzielony został do sztabu generalnego Sił Morskich Wolnych Francuzów (Forces navales françaises libres), jednocześnie uzyskał starszy stopień oficerski,  capitaine de corvette. Zaangażował się w rozwój siatki wywiadowczej na terenie okupowanej przez Niemców Francji, mianowany zastępcą André Dewavrina, kierownika agencji wywiadowczej Bureau central de renseignements et d’action (BCRA).
21 grudnia 1940 roku osobiście przedostał się do Francji, gdzie dołączył do przebywających tam już od kilku miesięcy Maurice’a Barliera i Jana Doornika. Wyruszył tam na pokładzie łodzi rybackiej z portu w Newlyn, wraz z radiooperatorem Alfredem Gaesslerem; wylądowali w Bretanii, nieopodal przylądka Pointe du Raz. 27 grudnia w Paryżu nawiązał kontakt z francuskim ruchem oporu.
W nocy z 21 na 22 stycznia 1941 roku d’Estienne d’Orves oraz cała siatka szpiegowska (łącznie od 26 do 34 osób) została aresztowana przez Gestapo, po donosie Gaesslera, który był w rzeczywistości podwójnym agentem. Uwięziony w paryskim więzieniu Cherche-Midi, w maju skazany został przez niemiecki sąd wojskowy na karę śmierci za działalność szpiegowską, jednak wykonanie wyroku wstrzymano. Ten sam wyrok otrzymało ośmiu jego współpracowników, w tym Barlier i Doornik. Skazanych przeniesiono do więzienia Fresnes.
O wykonaniu wyroku postanowiono wkrótce po zamachu na niemieckiego żołnierza na paryskiej stacji metra Barbès–Rochechouart, który miał miejsce 21 sierpnia. Nad ranem 29 sierpnia d’Estienne d’Orves, a wkrótce po nim Barlier i Doornik zostali rozstrzelani na podparyskim wzgórzu Mont Valérien; pozostałych sześciu skazanych ułaskwiono. Mort pour la France, 30 października 1944 roku został pośmiertnie odznaczony Orderem Wyzwolenia.